# ديليا إيفرون
ديليا إيفرون (بالإنجليزية: Delia Ephron)‏ هي كاتبة سيناريو ومنتجة أفلام وكاتِبة ومؤلفة أمريكية، ولدت في 12 يوليو 1944 في نيويورك في الولايات المتحدة.

## وصلات خارجية
- الموقع الرسمي
- ديليا إيفرون على موقع IMDb (الإنجليزية)
- ديليا إيفرون على موقع ألو سيني (الفرنسية)
- ديليا إيفرون على موقع أول موفي (الإنجليزية)
- ديليا إيفرون على موقع قاعدة بيانات الأفلام السويدية (السويدية)
- ديليا إيفرون على موقع إن إن دي بي (الإنجليزية)
- ديليا إيفرون على موقع قاعدة بيانات الفيلم (الإنجليزية)
- ديليا إيفرون على موقع كينوبويسك (الروسية)